# Ácido kaínico
El ácido kaínico (en inglés, kainic acid) -monohidrato del ácido acético 2-carboxi-4-isopropenil-3-pirrolidinil- es un derivado de ácido glutámico extraído de un alga roja. 

## Origen
En 1953, el ácido kaínico se aisló del alga roja "Kainin-sou" (海人草) o "Makuri" (Digenea simplex (Wulfen) C. Agardh) en Japón. "Kainin-sou" se emplea como un agente antihelmíntico en Japón. También se aisló de otras algas como Alsidium helminthochorton y Centroceras clavulatum.
Se trata de un potente estimulante del sistema nervioso central, prototipo aminoácido de neuroexcitación convulsivante en animales de experimentación. El ácido kaínico es epileptógeno, actúa a través de los receptores de kainato.

## Aplicaciones del compuesto
- investigación en neurosciencias  
  - agente neurodegenerativo
  - modelo de epilepsia
  - modelo enfermedad de Alzheimer